# یون جو هی
یون جو-هی (کره‌ای: 윤주희؛ زادهٔ ۲۱ فوریه ۱۹۸۵) بازیگر اهل کره جنوبی است.

## فیلم‌شناسی

### فیلم
| سال  | عنوان             | نقش               | منابع |
| ---- | ----------------- | ----------------- | ----- |
| ۲۰۰۴ | شخص خاص           | متصدی پرواز       |       |
| ۲۰۰۷ | هرگز برای همیشه   | دوست‌دختر جی-هان   |       |
| ۲۰۰۷ | دوباره آوریل      | جی-سو             |       |
| ۲۰۰۷ | زندگی باحاله      | جو-هی             |       |
| ۲۰۰۹ | شمشیر بی‌نام       | زن کانگ-تک        |       |
| ۲۰۱۰ | احساسات هشت       | اون-جو            |       |
| ۲۰۱۱ | ازدواج با مافیا ۴ | کارمند ایرلاین    |       |
| ۲۰۱۴ | تتو کار           | جو سو-نا          | [ ۵ ] |
| ۲۰۲۲ | همه چی خوبه       | فیلم کوتاه تیوینگ | [ ۶ ] |

### مجموعه‌های تلویزیونی
| سال       | عنوان                                        | شبکه           | نقش                         | توضیحات                | منابع |
| --------- | -------------------------------------------- | -------------- | --------------------------- | ---------------------- | ----- |
| ۲۰۰۷      | اچ. آی. تی                                   | ام‌بی‌سی         | پرستار                      |                        |       |
| ۲۰۰۷      | دوست‌داشتنی یا نه                             | کی‌بی‌اس۱        | سو جو-کیونگ                 |                        |       |
| ۲۰۰۷      | کلاب همسر اول                                | اس‌بی‌اس         | بانگ هه-جا                  |                        |       |
| ۲۰۰۸      | دلو                                          | اس‌بی‌اس         | لی شین-یونگ                 |                        |       |
| ۲۰۰۸      | هوان‌سانگ گیدام                               | ام‌بی‌سی اوری۱   | یون-می                      |                        |       |
| ۲۰۰۸      | Hometown of Legends «داستان روح خانهٔ گیسانگ» | کی‌بی‌اس۲        | سو-وول                      |                        |       |
| ۲۰۰۹      | ایجاد سرنوشت                                 | ام‌بی‌سی         | جونگ سو-یون                 |                        |       |
| ۲۰۰۹      | سه برادر                                     | کی‌بی‌اس۲        | لی ته-بک                    |                        |       |
| ۲۰۱۰      | شکارچیان برده                                | کی‌بی‌اس۲        | جاکیون جومو («میزبان جوان») |                        |       |
| ۲۰۱۰      | ما عاشقیم؟                                   | سوپر اکشن      | یو-جین                      |                        |       |
| ۲۰۱۰      | درام ویژه «رابطهٔ کمی خطرناک ما»              | کی‌بی‌اس۲        |                             |                        |       |
| ۲۰۱۰      | من افسانه هستم                               | اس‌بی‌اس         | جون جه-هی                   |                        |       |
| ۲۰۱۰      | امتحان الهی - فصل ۱                          | اوسی‌ان         | کانگ کیونگ-هی               |                        |       |
| ۲۰۱۰      | ساندی دراما تئاتر «خانوادهٔ جو اون-جی»        | ام‌بی‌سی         | هی-سون                      |                        |       |
| ۲۰۱۱      | امتحان الهی - فصل ۲                          | اوسی‌ان         | کانگ کیونگ-هی               |                        |       |
| ۲۰۱۱      | خانواده اوجاک‌گیو                             | کی‌بی‌اس۲        | سونگ یه-جین                 |                        |       |
| ۲۰۱۱      | روز به روز جسورتر                            | ام‌بی‌ان         | لی اون-بیول                 |                        |       |
| ۲۰۱۲      | دکتر جین                                     | ام‌بی‌سی         | گه-هیانگ                    | مهمان                  |       |
| ۲۰۱۲      | امتحان الهی - فصل ۳                          | اوسی‌ان         | کانگ کیونگ-هی               | حضور افتخاری (قسمت ۱۲) |       |
| ۲۰۱۲      | پیشگوی بزرگ                                  | اس‌بی‌اس         | بانو کانگ، همسر یی سونگ-گه  |                        |       |
| ۲۰۱۳      | آیریس ۲: نسل جدید                            | کی‌بی‌اس۲        | لی سو-جین                   |                        |       |
| ۲۰۱۳      | مامان شگفت‌انگیز                              | اس‌بی‌اس         | کیم نان-هی                  |                        |       |
| ۲۰۱۳      | یک جهان گرم                                  | اس‌بی‌اس         | یون سون-آه                  |                        |       |
| ۲۰۱۴      | عشق در خاطره ۲: یادداشت‌های پدر               | داوم استوری‌بال | جی-اون                      | موبایل دراما           | [ ۷ ] |
| ۲۰۱۴      | امتحان الهی - فصل ۴                          | اوسی‌ان         | کانگ کیونگ-هی               |                        |       |
| ۲۰۱۴      | چشمان فرشته                                  | اس‌بی‌اس         | هان یو-ری                   | حضور افتخاری           |       |
| ۲۰۱۴      | بدو، جونگ-می                                 | اس‌بی‌اس         | کانگ مین-جو                 |                        |       |
| ۲۰۱۵      | روز موعود                                    | جی‌تی‌بی‌سی       | پارک جی-نا                  |                        |       |
| ۲۰۱۶      | اوک نیو                                      | ام‌بی‌سی         | لی سو-جونگ                  |                        |       |
| ۲۰۱۷      | زمزمه                                        | اس‌بی‌اس         | هوانگ بو-یون                |                        |       |
| ۲۰۱۸      | عشق پر مخاطره                                | ام‌بی‌سی         | جو سه-را                    |                        | [ ۸ ] |
| ۲۰۱۸      | بازگشت                                       | اس‌بی‌اس         | پارک جین-جو                 |                        |       |
| ۲۰۱۸      | امتحان الهی - فصل ۵: ریبوت                   | اوسی‌ان         | کانگ کیونگ-هی               |                        | [ ۹ ] |
| ۲۰۱۹      | کشیش بی‌اعصاب                                 | اس‌بی‌اس         | به هی-جونگ                  |                        |       |
| ۲۰۱۹      | می‌خوام آهنگتو بشنوم                          | کی‌بی‌اس۲        | یون می-ره                   |                        |       |
| ۲۰۲۰–۲۰۲۱ | پنت‌هاوس: جنگ در زندگی                        | اس‌بی‌اس         | گو سانگ-آه                  | فصل ۱–۳                |       |

### حضور در موزیک ویدئوها
| سال  | عنوان                                       | آرتیست      |
| ---- | ------------------------------------------- | ----------- |
| ۲۰۰۶ | «من اشک می‌ریزم» (I'm in Tears; 눈물이 나요) | بابل سیسترز |
| ۲۰۰۶ | «پاک کن» (Eraser; 지우개)                   | سول استار   |
| ۲۰۰۷ | «سه شخص» (Three People; 세 사람)            | لی کی-چان   |
| ۲۰۰۹ | «عشق زشت من» (My Ugly Love; 못난 내 사랑)   | وویس وان    |
| ۲۰۱۰ | «روز دیوانه» (Crazy Day; 하루가 미치고)     | چه دونگ-ها  |
| ۲۰۱۱ | «منتظر ماندن» (Waiting; 기다린다)           | کیوجِی       |

## جوایز و نامزدی‌ها
| مراسم جوایز         | سال  | دسته                                                   | نامزد / اثر                 | نتیجه    | منابع  |
| ------------------- | ---- | ------------------------------------------------------ | --------------------------- | -------- | ------ |
| جوایز درامای اس‌بی‌اس | ۲۰۲۱ | جایزه بازیگر برتر زن در یک مینی‌سریال ژانر/فانتزی دراما | پنت‌هاوس: جنگ در زندگی ۲ و ۳ | نامزدشده | [ ۱۰ ] |